# John Francis Dodge

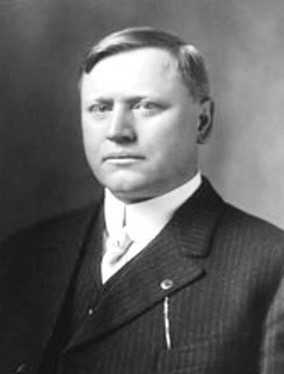
John Francis Dodge

John Francis Dodge (ur. 25 października 1864, zm. 14 stycznia 1920) – amerykański przedsiębiorca, współzałożyciel Dodge’a.
Na początku XX wieku założył, wraz z bratem Horace Elgin Dodge, firmę Dodge. W 1913 rozpoczęli oni produkcję samochodów.